# Feel Young
Feel Young (フィールヤング, Fīru Yangu) est un magazine japonais mensuel de prépublication de mangas de type josei édité par Shōdensha depuis 1989.